# 孔颖达墓
前马庄，位于中国河北省衡水市衡水县，为衡水市的一个省级文物保护单位，类型为古墓葬，公布时间为1982年7月23日。
前马庄的历史年代为孔颖达墓。